# Schwarzheide
Schwarzheide è una città del Brandeburgo, in Germania. Appartiene al circondario (Landkreis) dell'Oberspreewald-Lausitz (targa OSL).

## Società

### Evoluzione demografica
- Sviluppo della popolazione dal 1875 entro gli attuali confini (Linea Blu: Popolazione; Linea puntata: Confronto dello sviluppo della popolazione dello stato del Brandenburgo; Sfondo grigio: Ai tempi del governo nazista; Sfondo rosso: Al tempo del governo comunista)
- Sviluppo recente della popolazione (Linea blu) e previsioni

| Anno | Abitanti |
| ---- | -------- |
| 1875 | 983      |
| 1890 | 1 175    |
| 1910 | 2 145    |
| 1925 | 3 638    |
| 1939 | 5 898    |
| 1946 | 7 449    |
| 1950 | 8 287    |
| 1964 | 8 169    |

| Anno | Abitanti |
| ---- | -------- |
| 1971 | 8 570    |
| 1981 | 9 920    |
| 1985 | 9 262    |
| 1990 | 8 936    |
| 1995 | 7 881    |
| 2000 | 7 203    |
| 2005 | 6 555    |
| 2010 | 6 053    |

| Anno | Abitanti |
| ---- | -------- |
| 2015 | 5 795    |
| 2016 | 5 711    |
| 2017 | 5 679    |
| 2018 | 5 652    |
| 2019 | 5 635    |
| 2020 | 5 568    |

Fonti dei dati sono nel dettaglio nelle Wikimedia Commons..

## Amministrazione

### Gemellaggi
- Karcag
- Krosno Odrzańskie
- Piano di Sorrento